# St Mellion Trophy
De St Mellion Trophy werd in 1988 en 1989 gespeeld op de Nicklaus-baan van de St. Mellion International Resort in Engeland.
Het speelde zich af op de zondag voor het Brits Open. Er werd gespeeld tussen Nick Faldo en Sandy Lyle aan de ene kant en Tom Watson en
Jack Nicklaus aan de andere kant. De formule was 4-ball best-ball. Er waren 1000 genodigden en er werden 2000 toegangskaarten verkocht. Drieduizend toeschouwers liepen dus van hole tot hole, maar St Mellion is breed en heuvelachtig, dus iedereen kon het goed zien.
De sfeer in die tijd tussen de Amerikaanse en Europese spelers was fel. De Engelsen behaalden veel overwinningen, Faldo had in 1987 het Brits Open gewonnen, Sandy Lyle won in 1988 de Masters en het Wereldkampioenschap Matchplay, en de Ryder Cup was in 1995 en 1997 door Europa gewonnen.
In 1988 werd de St Mellion Trophy op de net geopende Nicklaus baan gespeeld. Het regende het de hele dag. De Britten wonnen en de Amerikanen waren op revanche uit. In 1989 werd dus weer om de Trophy gespeeld, en toen scheen de zon. Er was zeven weken geen regen geweest, maar Nicklaus was tevreden hoe de baan eruitzag. De BBC had gestaakt dus de match werd niet rechtstreeks uitgezonden. Weer wonnen de Britten.
De St Mellion Trophy werd nooit meer gespeeld. In 1989 kwam het Benson & Hedges International Open voor zes jaar naar St Mellion. Zoals Nick Faldo zei: "Of course it (Fulford) wasn't much of a course, but we loved going there".
Sinds 2000 wordt op St Mellion ieder jaar The St Mellion International Amateur Trophy  gespeeld.